# Beatrice Six
Los Seis de Beatrice (Beatrice Six) son Joseph White (1962-2011), Thomas Winslow, Ada JoAnn Taylor, Debra Shelden, James Dean y Kathy Gonzalez (1960-2023), quienes fueron falsamente acusados y condenados en 1989 por la violación y asesintato de Helen Wilson, ocurrido en la localidad de Beatrice, Nebraska, en 1985.
La condena fue alcanzada basándose en cinco confesiones que fueron obtenidas bajo amenaza de que si no lo hacían, serían condenados a muerte. Además, la Dra. Reena Roy, la científica forense de la Policía de Nebraska que llevó a cabo los análisis de sangre y semen, jamás fue citada a declarar durante el juicio, a pesar de que su análisis determinó que ninguno de los acusados coincidía específicamente con las muestras de sangre o semen hallados en la escena del crimen. En el año 2008, evidencia de ADN implicó a Bruce Allen Smith —un sospechoso que fue descartado al inicio de la investigación y que había fallecido en 1992— lo que condujo a la exoneración de los Seis de Beatrice al año siguiente.
La mayoría de los acusados fueron persuadidos por el psicólogo de la policía, Wayne Price, quien los convenció de que tenían recuerdos repimidos del crimen. White, quien siempre mantuvo su inocencia, exigió el examen de la evidencia de ADN que finalmente los exoneró. Posteriormente, presentó una demanda de derechos civiles federales contra el condado de Gage en representación de los seis acusados, cuyo juicio comenzó en 2014. Para entonces, White había muerto en un accidente laboral en 2011. En julio de 2016, un jurado les concedió 28 000 000 de dólares. La apelación del condado llegó hasta la Corte Suprema de los Estados Unidos, la cual se negó a escuchar el caso el 4 de marzo de 2019. El condado de Gage tuvo que aumentar los impuestos prediales al máximo permitido por la ley para poder pagar la indemnización. Se prevé que el condado hará dos pagos anuales hasta que los impuestos prediales sean recolectados. Los Seis de Beatrice, incluyendo a los herederos de White, recibieron el primer pago en junio de 2019.
El 20 de junio de 2022, HBO estrenó una serie documental sobre la víctima, los acusados, la investigación, el juicio, la exoneración, las demandas civiles y las secuelas del caso, llamado Mind Over Murder (titulado en español Recuerdos de un asesinato), dirigido por Nanfu Wang.